# 并行退火
并行退火（Parallel tempering），也称作replica exchange MCMC sampling，是一种用于动态改进蒙特卡罗方法的模拟算法。该算法用于模拟物理过程。同时更普遍地应用于蒙特卡罗马可夫链（Markov chain Monte Carlo，MCMC）抽样方法。
Sugita和Okamoto数学定义了一种分子动力学描述的并行退火算法：通常被称为replica-exchange molecular dynamics（REMD）。

## 原理
一般的蒙特卡洛模拟使用Metropolis抽样，即接受概率{\displaystyle P(acc)=min(1,e^{-{\frac {\Delta U}{k_{B}T}}})}，相同高度的势垒，温度越低越难以逾越，使得模拟需要相当长的模拟步长才能达到平衡，统计抽样满足各态历经。为了提高性能，采取如下策略：同时模拟一系列仅有温度不同的系统，在某些时刻随机选取相邻两个温度的系统，按如下接受概率置换两系统的温度：
{\displaystyle p(acc)=\min \left(1,{\frac {\exp \left(-{\frac {E_{j}}{k_{B}T_{i}}}-{\frac {E_{i}}{k_{B}T_{j}}}\right)}{\exp \left(-{\frac {E_{i}}{kT_{i}}}-{\frac {E_{j}}{kT_{j}}}\right)}}\right)=\min \left(1,e^{(E_{i}-E_{j})\left({\frac {1}{kT_{i}}}-{\frac {1}{kT_{j}}}\right)}\right),}
其中，Ei和Ej是两个系统的总能量，Ti，Tj是温度，kB是玻尔兹曼因子。温度置换的过程是非物理的，但只要在一步中选择普通Metropolis抽样和温度置换分别以一定概率择其一，此过程仍然遵守细致平衡。

## 推广
并行退火可以用于温度以外的变量以改进抽样。例如，巨正则系综下蒙特卡罗模拟兰纳-琼斯势粒子的气液相平衡时，如果系统条件远离临界温度，密度的涨落很小，模拟中难以观测相变。而同时模拟多个化学势的系统，并按相似的接受法则置换系统的化学势：
{\displaystyle p(acc)=\min \left(1,\exp \left[(\beta _{j}\mu _{j}^{ex}-\beta _{i}\mu _{i}^{ex})(N_{i}-N_{j})-(\beta _{j}-\beta _{i})(U_{i}-U_{j})\right]\right),}
其中i,j是两个超额化学势（相对理想气体）分别为{\displaystyle \mu _{i},\mu _{j}}的系统，它们的粒子个数分别为{\displaystyle N_{i},N_{j}}，内能分别为{\displaystyle U_{i},U_{j}}.
此模拟得到的密度概率函数能准确地反映气相和液相两个峰。

## 神经网络
并行退火在训练神经网络时也有相似的应用。将一个系统运行在N个不同温度的条件下，并根据Metropolis法则 （页面存档备份，存于）交换不同温度下的状态，因而可以用高温环境的参数去模拟低温环境，反之亦然。并行退火算法可用于人工神经网络训练，改进MCMC，虽然增加了计算复杂度，但提供了更快的马尔科夫链混合（mixing，指收敛）速度和更高的准确性。神经元之间的参数交换被描述为不同温度下分子状态的交换，随机交换的概率由Metropolis法则给出。尤其用于约束波茨曼机训练。